# Všeň
Všeň település Csehországban, Semilyi járásban. Všeň Žďár, Olešnice, Příšovice, Přepeře és Modřišice településekkel határos. Lakosainak száma 628 fő (2024. január 1.).

## Népesség
A település lakosságának változását az alábbi diagram mutatja:
| Lakosok száma | 648  | 716  | 714  | 614  | 512  | 586  | 610  | 609  | 594  | 628  |
|               | 1869 | 1900 | 1921 | 1961 | 1980 | 2011 | 2016 | 2019 | 2021 | 2024 |